# Forstwirtschaftliches Testbetriebsnetz der Schweiz
Das «Forstwirtschaftliche Testbetriebsnetz» (TBN) der Schweiz ist eine freiwillige Beobachtungsstichprobe, welche 160 öffentliche Forstbetriebe aus den Forstzonen Jura, Mittelland, Voralpen und Alpen (inkl. Alpensüdseite) umfasst. Ziel der Erhebung ist es, die wirtschaftliche Situation der Forstbetriebe detailliert abzubilden und darauf aufbauend Schlussfolgerungen für die Gesamtbranche zu ziehen. In der aktuellen Konzeption liefert das TBN betriebswirtschaftliche Kennziffern nach Forstzonen und auf der Ebene Schweiz. Ergänzend dazu erstellen einige Kantone eigene Auswertungen, die sie für Verdichtungen auf kantonaler Ebene nutzen. Die Ergebnisse des TBN fliessen zudem in die Forstwirtschaftliche Gesamtrechnung (FGR) des Bundesamtes für Statistik (BFS) ein.
Betrieben wird die Beobachtungsstichprobe von WaldSchweiz im Auftrag der Bundesämter für Umwelt (BAFU) sowie Statistik (BFS). Die wissenschaftliche Betreuung, Datenauswertung und Interpretation erfolgt durch die Berner Fachhochschule – Hochschule für Agrar-, Forst- und Lebensmittelwissenschaften (BFH-HAFL).

## Entstehungsgeschichte
Das TBN in seiner heutigen Form geht auf das Jahr 1995 zurück und wurde durch die Bundesämter für Umwelt (BAFU) und Statistik (BFS) initiiert. In der ursprünglichen Konstellation umfasste das TBN 150 Forstbetriebe. Im Jahr 2006 wurde die TBN-Stichprobe um 50 auf 200 Forstbetriebe erhöht. Seit 2016 umfasst die Beobachtungsstichprobe 160 Forstbetriebe.

## Datenerhebung und Auswertung
Zentrales Instrument zur Erhebung der forstökonomischen Daten ist die sogenannte «ForstBAR», eine speziell für die Schweizer Forstwirtschaft entwickelte Software zur Kosten- und Leistungsrechnung (Vollkostenrechnung). Mit der ForstBAR lassen sich Arbeitsstunden, Erlöse und Kosten der Hauptproduktbereiche (Geschäftsfelder) erfassen und auswerten.

Die einheitliche Erfassung der Betriebszahlen sowie die Betreuung durch Experten von WaldSchweiz oder kantonaler BAR-Betreuer gewährleisten eine hohe Qualität und Vergleichbarkeit der Zahlen unter den TBN-Betrieben.
In der ForstBAR werden die vier Kostenträgerbereiche (Hauptproduktbereiche) «Waldbewirtschaftung», «Dienstleistungen», «Sachgüter» und «Investitionen» unterschieden, diese werden weiter in Kostenträger unterteilt:
- Waldbewirtschaftung: Vorrangfunktionen Wirtschafts-, Schutz-, Erholungs-, Natur- und Landschaftswald.
- Dienstleistungen: Forstdiensttätigkeiten, Betreuung fremder Waldungen, Holzhandelsbetrieb, Dienstleistungen für Dritte, Dienstleistungen für eigene Trägerschaft, Lehrtätigkeit für Dritte, Waldschulen, Vorträge, Führungen, übrige Dienstleistungen.
- Sachgüter: Energie-Stückholzproduktion, Hackschnitzelproduktion, Holzverarbeitung, Pflanzgarten, Christbäume und Deckäste, Kiesgrube / Steinbruch, übrige Sachgüter.
- Investitionen: Betriebspläne, Erschliessungsanlagen, Schutzbauten, Aufforstung und Wiederaufforstung, Verbauungen, Gebäude, Rücke- und Transportmaschinen, Aufarbeitungsmaschinen, übrige Investitionen.

Im betrieblichen Wertschöpfungsprozess werden die anfallenden direkten und indirekten Kosten sowie die Erlöse systematisch den Kostenträgern zugeordnet. Die einzelbetrieblichen Daten werden anschliessend verdichtet und aggregierte Durchschnittswerte gebildet.
Durch eine regionale Auswertung nach den Forstzonen Jura, Mittelland, Voralpen und Alpen wird den unterschiedlichen Wuchs- und Holzproduktionsbedingungen Rechnung getragen. Im aktuellen Auswertungsjahr 2023 sind 43 Betriebe der Forstzone Jura, 47 dem Mittelland, 25 den Voralpen und 45 den Alpen zugeordnet. Aufgrund der geringen Anzahl TBN-Betriebe auf der Alpensüdseite werden diese der Forstzone Alpen zugeteilt.
|                                        | Jura   | Jura  | Mittelland | Mittelland | Voralpen | Voralpen | Alpen   | Alpen | TBN gesamt | TBN gesamt |
|                                        | ha     | %     | ha         | %          | ha       | %        | ha      | %     | ha         | %          |
| Gesamt Waldfläche                      | 56'778 | 100 % | 37'652     | 100 %      | 47'497   | 100 %    | 135'531 | 100 % | 277'458    | 100 %      |
| Produktive Waldfläche                  | 50'393 | 89 %  | 36'166     | 96 %       | 42'431   | 89 %     | 107'709 | 79 %  | 236'699    | 85 %       |
| Wirtschaftswald (produktiv)            | 43'163 | 76 %  | 29'754     | 79 %       | 12'122   | 25 %     | 9'711   | 7 %   | 94'750     | 34 %       |
| Schutzwald (produktiv)                 | 3'084  | 5 %   | 2'276      | 6 %        | 24'680   | 52 %     | 93'800  | 69 %  | 123'840    | 44 %       |
| Erholungswald (produktiv)              | 435    | 1 %   | 2'074      | 5 %        | 2'293    | 5 %      | 955     | 1 %   | 5'757      | 2 %        |
| Natur- und Landschaftswald (produktiv) | 3'711  | 6 %   | 2'062      | 5 %        | 3'336    | 7 %      | 3'243   | 2 %   | 12'352     | 4 %        |
| Unproduktive Waldfläche                | 6'385  | 11 %  | 1'486      | 4 %        | 5066     | 11 %     | 27832   | 20 %  | 40'759     | 14 %       |
| Anzahl Fortbetriebe                    | 43     | 43    | 47         | 47         | 25       | 25       | 45      | 45    | 160        | 160        |

ha = Hektar (10'000 m2)

## Ergebnisse und weiterführende Informationen
Eine detailliertere Darstellung der Kosten- und Leistungssituation der TBN-Betriebe sowie eine umfassende Interpretation der Ergebnisse der Jahre 2008–2019 können den TBN-Publikationen entnommen werden. Die Ergebnisse 2019 und eine Vielzahl an Kennzahlen sind online in der Statistikdatenbank «STAT-TAB» des Bundesamtes für Statistik verfügbar:

### TBN-Publikationen
Folgende Publikationen sind auf der Webseite Bundesamt für Umwelt BAFU abrufbar:
- Forstwirtschaftliches Testbetriebsnetz der Schweiz: Ergebnisse der Jahre 2020–2022
- Forstwirtschaftliches Testbetriebsnetz der Schweiz: Ergebnisse der Jahre 2017–2019
- Forstwirtschaftliches Testbetriebsnetz der Schweiz: Ergebnisse der Jahre 2014–2016
- Forstwirtschaftliches Testbetriebsnetz der Schweiz: Ergebnisse der Jahre 2011–2013
- Forstwirtschaftliches Testbetriebsnetz der Schweiz: Ergebnisse der Jahre 2008–2010

### Detaillierte Ergebnisse TBN
- STAT-TAB – Interaktive Tabellen

### Verwandte Themen
- Schweizerische Forststatistik (FS)
- Forstwirtschaftliche Gesamtrechnung (FGR)